# Torre von Ceccia
Der Torre von Ceccia (französisch Tour de Ceccia, korsisch Casteddu di Ceccia) ist ein südlich von Porto-Vecchio auf Korsika gelegenes kreisrundes torreanisches Monument. Zu dem Torre, der sich in Richtung Sotta etwa 100 m höher als der gleichnamige Weiler Ceccia auf einem steil abfallenden, die Ebene beherrschenden Geländesporn befindet, führt ein steiler Pfad durch einen Olivenhain. Die Aussicht vom Torre reicht über die gesamte Ebene des Stabiacciu bis zum Golf von Porto-Vecchio und den umliegenden Bergen.
Gegenüber anderen Torren weist der Torre von Ceccia eine abnorme Architektur auf. Eine Terrasse liegt auf dem Monument. Sie wird von einer durchbrochenen Mauer aus großen Steinblöcken gesäumt. Hier wurden nach Roger Grosjean kultische Feuer angezündet. Ein mit Steinplatten gedeckter Treppenabgang bildet den Zutritt zur innerhalb des Monuments exzentrisch gelegenen runden Cella. Sie ist mit zwei Metern Durchmesser sehr klein und die verborgenste aller zentralen Kammern in einem torreanischen Monument. Vom Gewölbe der Cella ist nur noch ein Teil erhalten. Die Behausungen der Torreaner wurden in der Nähe des Weilers aufgespürt.
Bei der Ausgrabung fand Grosjean im Jahre 1961 unter einer pseudo-genuesischen Mauer torreanische Keramik. Der Fundort besitzt vier archäologische Schichten:
- die oberste stammt aus genuesischer Zeit (Funde im Museum von Bastia)
- die zweite ist prähistorisch aber fundleer (gelbe und rote Tonerde)
- die dritte wurde mittels Radiokohlenstoffmethode auf 1350–1300 v. Chr. datiert. Man fand Obsidianstücke und Urnen verschiedener Form, die sich jünger als jene von Tappa erwiesen, aber von gleicher Art sind wie jene von Torre im eponymen Ort Torre.
- die vierte Schicht bildet der Belag im höher gelegenen Raum, oberhalb des inneren Ganges.

Von Ceccia führt ein 600 m langer Pfad zur Torre von Bruschiccia. Ihre Grundmauern liegen auf einem Felsen. Im Innern endet der durchlaufende Gang an einem Abri. Wie bei Ceccia wurde in genuesischer Zeit angebaut. Die Funde (Obsidian, Pfeilspitzen, Schleifsteine und Keramik der Bronzezeit) sind im Musée de Préhistoire Corse in Sartène ausgestellt.

## Bilder

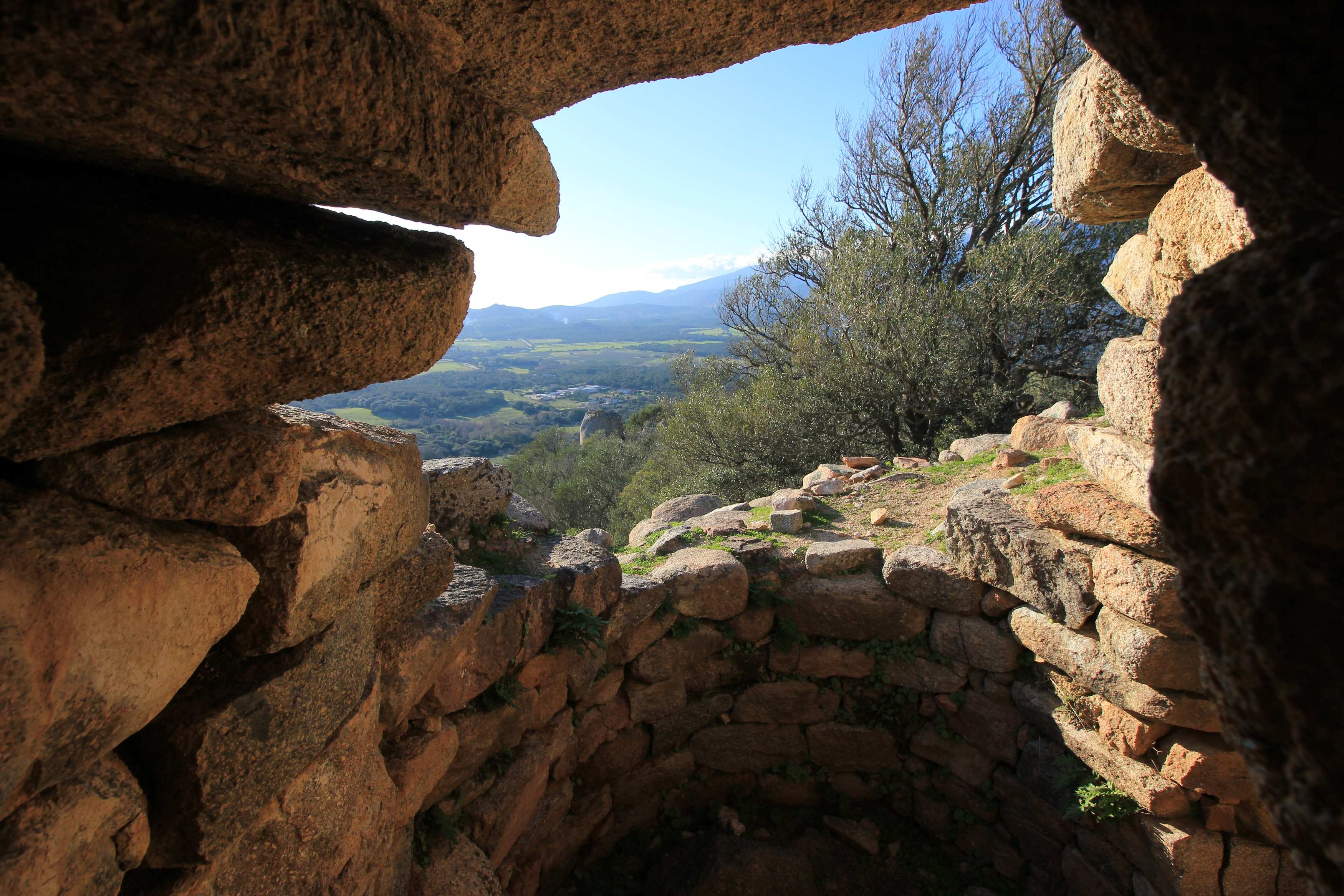
Blick aus der offnen Cella
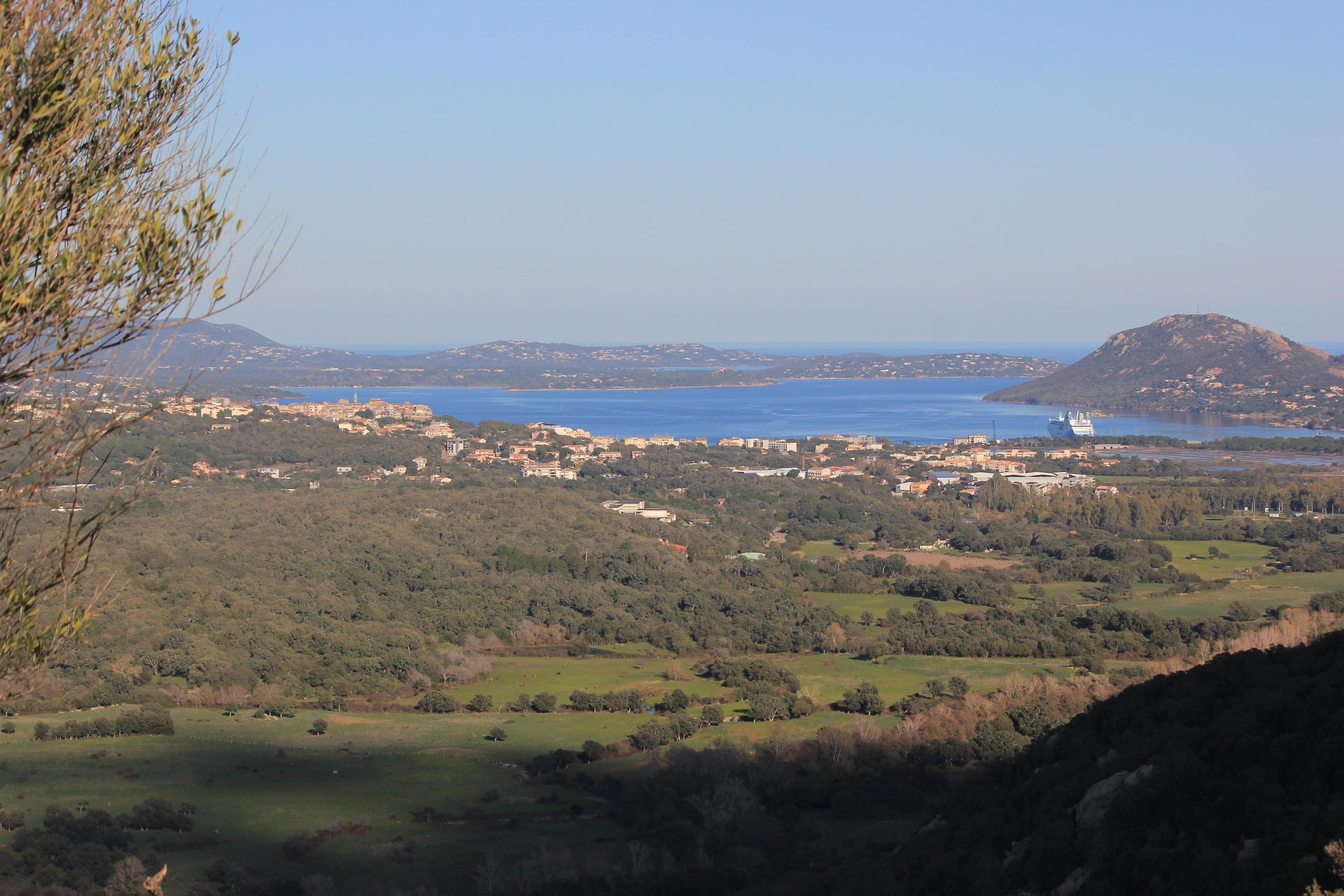
Ausblick nach Porto-Vecchio
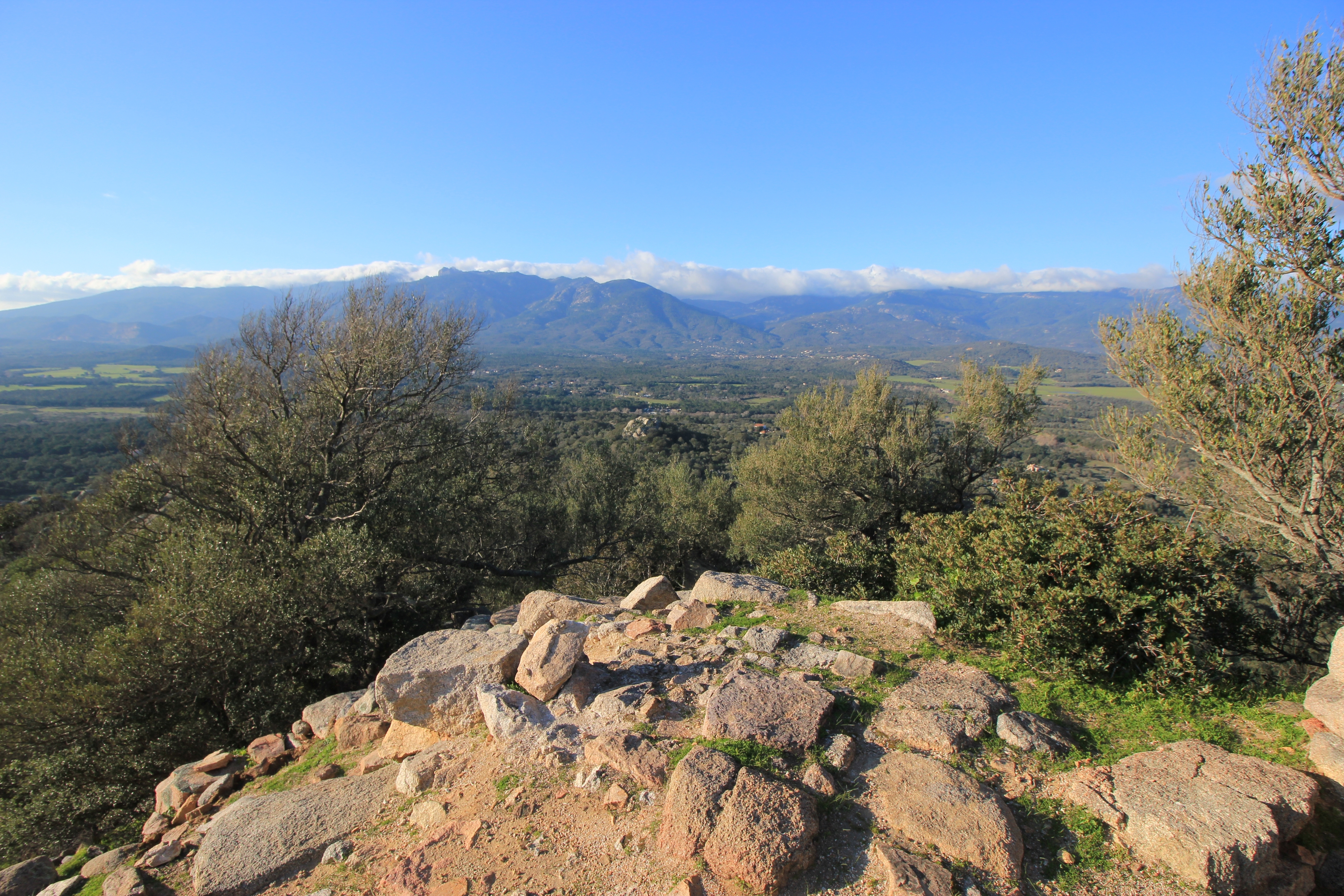
Blick vom Torre ins Inselinnere
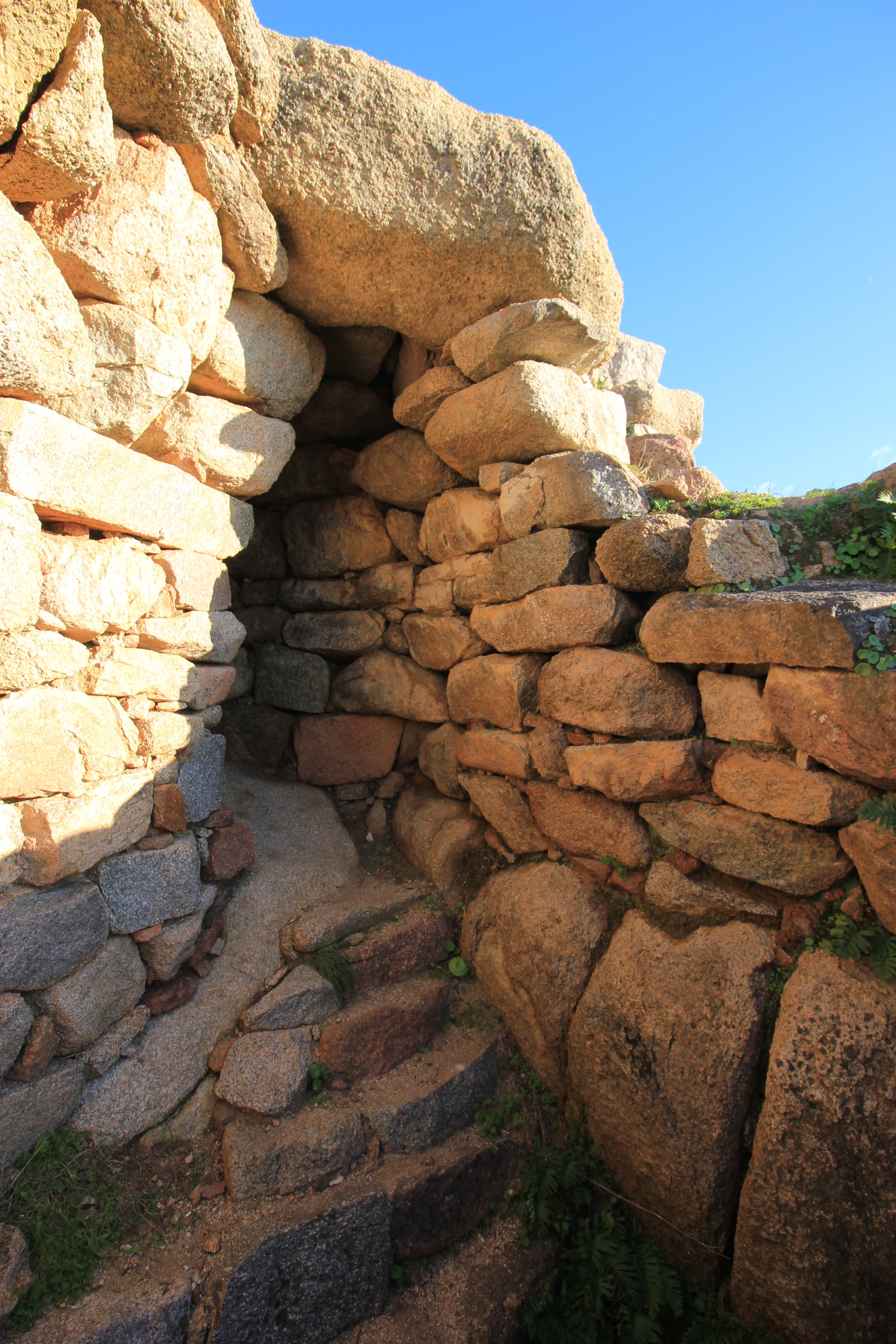
Treppenaufgang aus der Cella